# 上杉館
上杉館（うえすぎやかた）は、新潟県上越市にあった日本の城（館）。現在のJR直江津駅周辺の府中（府内）と呼ばれた港湾都市域に位置する。主な遺跡として、越後守護・上杉氏の「至徳寺館（しとくじやかた）」と、やや離れた位置に関東管領・上杉憲政の「御館（おたて）」があり、周辺にも比して小規模な屋敷跡がいくつかあったが、いずれも開発により地表上で視認できる遺構は残っていない。

## 至徳寺館
「至徳寺」という字名から至徳年間に上杉憲将の菩提を弔うために開かれた至徳寺跡とされてきたが、1975年以降（昭和50年代）から発掘調査が行われ、その規模や出土品などから越後国衙・守護所とみるのが有力となっている。「伝至徳寺」などとも呼ばれる。関川河口付近の流通の要所に位置し、付近に港津があったと推定される。

### 概要
遺物群から遺跡の使用時期は11世紀～13世紀前半、14世紀末～16世紀初頭、16世紀末～17世紀前半に分かれる。
中世前期は饗宴（儀礼）に使用されたと考えられる土師器や、大量の貿易陶磁器、灰釉陶器、珠洲陶などが出土し、越後国衙域に属していたと推定される。13世紀後半の変容ないし廃絶期を経て、中世後半に越後守護所となる。
室町から戦国時代、特に15世紀後半から16世紀初頭は遺跡の最盛期であり、かつ越後府中の最盛期でもある。遺物量も急増し中国製天目茶碗、酒海壺、風炉・瓦燈といった瓦器、皆朱漆器、他地域に比べ多分化した儀礼土器などが出土している。
2回以上の火災の痕跡があり、かつ一括して廃棄された遺物の年代から、15世紀中頃の火災は越後守護上杉房定と守護代長尾氏との交戦、16世紀初めの火災は永正の乱によるものと推定される。永正期以降は衰微し、上杉氏の会津移封後に堀氏が福島城築城までの間に利用したのを最後に廃絶するが、中世後期の遺跡の最盛期と越後守護上杉氏の盛衰は見事に合致する。

### 遺構・構造
直江津駅から南方の地域に位置し、関川の自然堤防上に形成されている。15世紀に掘削された幅6～8メートル・深さ1.5メートルの堀遺構が検出されており、一辺約250メートルの方形の区画が想定されている（ただし東堀は検出されていない）。東西大路が区画を分断するように走っているが、区画内の部分は堀の廃絶後に出来たものである。

## 御館
関東管領・上杉憲政の館で、本来の府中（府内）の中心域からは外れた位置にある。現在は主郭中心部に位置する公園に跡地を示す碑が立っている。

### 概要
上杉謙信が弘治年間（1555年-1558年）に造営したとされ、謙信死後の天正6年（1578年）に勃発した御館の乱の主戦場となり、天正7年（1579年）落城した。その後、堀氏が利用したともいわれるが慶長5年（1599年）時点で既に耕地化されている。遺物も16世紀代のものが中心で、国産・舶載陶磁器などが出土している。

### 遺構・構造
直江津駅の西南約700メートルの地に位置し、低湿地を開発して造営された。幅約20メートルの堀で囲まれた東西約120メートル・南北約150メートルの主郭があり、東西に虎口がある。5つの郭で構成され、堀を含めた城館の外郭は東西約250メートル・南北約300メートルで府内随一の規模である。建物や庭園、井戸跡が検出されている。

## 越後府中
府中には守護の迎賓館である至徳寺長松院があったことが知られており、これが至徳寺館の南堀に接する東西約200メートル・南北約170メートルの地域と推定されているが異論もある。
至徳寺館の北東部には御館・至徳寺館に次ぐ3番目の規模をもつ「荒川館跡」があり、守護代長尾氏の館と推定されている。近代まで土塁が残っていたが直江津駅と鉄道関連施設の建設に伴い消滅した。他にも奉行人の屋敷跡や、屋敷跡をうかがわせる字名が存在した。